# Јесења изложба УЛУС-а (1994/95)
Јесења изложба УЛУС-а (1994/95) је трајала од 26. јануара до 20. фебруара 1995. године. Одржана је у галеријском простору Удружења ликовних уметника Србије, односно у Уметничком павиљону "Цвијета Зузорић", у Београду.

## Награде
Добитник награде односно монографије на овој Јесењој изложби УЛУС-а је био уметник Лазар Вујаклија.

## Излагачи
1. Бранимир Адашевић
2. Божидар Бабић
3. Ненад Брачић
4. Рената Бујић
5. Марија Вауда
6. Лазар Вујаклија
7. Ратко Вулановић
8. Аница Вучетић
9. Габријел Глид
10. Данијел Глид
11. Никола Граовац
12. Радмила Граовац
13. Оливера Грбић
14. Вјера Дамјановић
15. Миленко Дивјак
16. Зоран Димовски
17. Драган Добрић
18. Радмила Драгићевић
19. Маријо Ђиковић
20. Ђорђе Ђорђевић
21. Урош Ђурић
22. Катарина Зарић
23. Владимир Јанковић
24. Татјана Јанковић
25. Драган Соле Јовановић
26. Гордана Каљаловић
27. Милинко Коковић
28. Нина Коцић
29. Милан Краљ
30. Јадран Крнајски
31. Велизар Крстић
32. Радомир Кундачина
33. Александар Луковић
34. Бојана Максимовић
35. Соња Малавразић
36. Душан Марковић
37. Милоје Марковић
38. Даница Масниковић
39. Лепосава Милошевић Сибиновић
40. Михаел Милуновић
41. Миодраг Млађовић
42. Јасна Николић
43. Зорица Обрадовић
44. Ружица Беба Павловић
45. Неша Париповић
46. Јосипа Пашћан
47. Данкица Петровска
48. Зоран Петровић
49. Зоран Петрушијевић
50. Божидар Плазинић
51. Зоран Поповић
52. Божидар Продановић
53. Зоран Пурић
54. Ђуро Радоњић
55. Божица Рађеновић
56. Кемал Рамујкић
57. Александар Рафајловић
58. Владимир Рашић
59. Ана Драговић Ристић
60. Драган Самарџија
61. Вера Станарчевић
62. Десанка Станић
63. Драгољуб Станковић
64. Радомир Станчић
65. Жарко Стефанчић
66. Вера Стевановић
67. Мића Стоиљковић
68. Љиљана Стојановић
69. Слободанка Ступар
70. Милан Тепавац
71. Томислав Тодоровић
72. Милица Томић
73. Иван Фелкер
74. Власта Филиповић
75. Мирољуб Филиповић
76. Тијана Фишић
77. Бранислав Фотић
78. Сава Халугин
79. Невена Хаџи-Јованчић
80. Радован Хиршл
81. Милан Цмелић
82. Биљана Црнчанин
83. Гордана Чекић
84. Босиљка Шипка
85. Марина Шрајбер